# やぎ丸デラックス
やぎ丸デラックスは、2008年10月4日からKBCラジオで放送されている土曜夜の生ワイド番組である。
パーソナリティは、八木徹。

## 放送時間
- 土曜日：21:00～23:25(JST)

## コーナー
- スポーツデラックス
スポーツの最新情報を紹介するコーナー。
- アニソンデラックス
昭和の時代に放送されたアニメをピックアップし、そのアニメの概要や裏話、主題歌などを紹介するコーナー。リスナーからのリクエストにも応える。
- 八木徹の大人買い
昭和の時代に売られていた駄菓子などを紹介するコーナー。
- アイドルデラックス
昭和の時代のアイドルをピックアップし、リスナーからのリクエストに応えるコーナー。
- オヤジギャグ一代
リスナーから寄せられた、オヤジギャグを紹介するコーナー。
- KBC朝日新聞ニュース（22:53頃）
- KBC天気予報（22:55頃）